# Portada/efemèride gener 7
Dionís I de Portugal
« 6 de gener · 7 de gener · 8 de gener »